# Vélodrome olympique de Carson
Le vélodrome olympique de Carson est un ancien vélodrome situé à Carson, ville américaine de la banlieue de Los Angeles, en Californie.

## Histoire
Il est construit en 1981 et 1982, pour accueillir les épreuves de cyclisme sur piste des Jeux olympiques d'été de 1984 qui se sont déroulés à Los Angeles.
Le vélodrome a été détruit en 2003 et le stade de soccer StubHub Center a été construit sur son site.

## Caractéristiques
Le vélodrome est un vélodrome olympique, sa piste faisant donc une longueur d'un tiers de kilomètre, soit 333,3 mètres.